# Protagonistas
Protagonistas fue un programa matinal de radio dirigido y presentado por Luis del Olmo. Con más de 12.000 ediciones emitidas se le considera el programa informativo y de entretenimiento matinal más longevo de la radio generalista en España. A lo largo de los 44 años que se mantuvo en emisión, entre los años 1969 y 2013, sufrió numerosos cambios de emisoras, formato, contenidos y duración.

## Historia deProtagonistas
El programa, titulado inicialmente Protagonistas, nosotros, fue una idea original de Pere Nin Vilella y Jorge Arandes. Su primera emisión tuvo lugar el 1 de julio de 1969 a través de Radio Nacional de España con la presentación de José Ferrer. En 1973 Luis del Olmo se ponía al frente del espacio, dirigiéndolo hasta su conclusión, y convirtiéndolo en un referente de la programación radiofónica matinal en España. El programa se modeló a imagen de su director y presentador y está considerado un ejemplo de independencia en la defensa de ideas propias y la formulación de opiniones, lo que incluso motivó un intento de asesinato por el comando Barcelona de ETA.
Cada emisión del espacio comenzaba con una locución de María Lluisa Solá anunciando: "Protagonistas. Programa independiente de la mañana. Edición número..." y la fecha del día. Sonaba la canción I could easily fall (In love with you) de Norrie Paramor And His Orchestra (versioneando la original de)The Shadows, que también se utilizó en la serie de Televisión Española Crónicas de un pueblo, dirigida por Antonio Mercero) e inmediatamente después se escuchaba el saludo de Luis del Olmo: "Buenos días España, les saluda Luis del Olmo".
Durante unos años, y en la primera etapa de emisión en RNE que transcurrió hasta enero de 1983, Protagonistas se llamó Protagonistas de Costa a Costa. En esa fecha, por el régimen de incompatibilidades que impedía el cobro de varios sueldos, Luis del Olmo tuvo que finalizar su contrato con RNE y fichó por una incipiente Cadena COPE integrada por 45 emisoras.
En febrero de 1983 Protagonistas (con el título de Protagonistas, vosotros) comenzó sus emisiones a través de Radio Miramar para la cadena de Radios Populares que se estaba formando bajo las siglas COPE. En 1987 se emite ya desde Radio Popular de Barcelona para toda la cadena. La escaleta del programa incluía un bloque de información con la actualidad, una tertulia con comentaristas políticos y la participación de los ciudadanos a través del teléfono, y bloques con entrevistas, reportajes y humor. Es en esta etapa cuando se introducen dos de las secciones más recordadas: las tertulias satíricas El Estado de la Nación y El Jardín de los Bonsáis, que contó con las voces, entre otras, de Antonio Mingote, Alfonso Ussía, Chumy Chúmez y Luis Sánchez Polack.
En 1991 Luis del Olmo finaliza su contrato con COPE y "Protagonistas" pasó a emitirse en la recién creada red de emisoras de Onda Cero donde permaneció hasta 2004. En los estudios del EGM ostentó el liderazgo de oyentes durante varias etapas de la década de los 90, en pugna con el programa Hoy por hoy dirigido entonces por Iñaki Gabilondo en la Cadena SER. Durante esos años se produjeron multitud de anécdotas siendo una de las más recordadas el lanzamiento en directo de un zapato de tacón de la vedette Norma Duval contra Jimmy Giménez Arnau.
En 2004 Luis del Olmo abandona Onda Cero y lidera el nacimiento de Punto Radio (renombrada en octubre de 2011 "ABC Punto Radio"), una nueva emisora con accionariado mayoritario de Vocento. En esta etapa el programa sufre modificaciones en su formato, de manera que su director compartía micrófono con periodistas como Julia Otero, Félix Madero o María Teresa Campos). También supuso una reducción de horario (inicialmente comenzaba su emisión a las 6:00, retrasándose paulatinamente hasta las 10:30). El 22 de junio de 2007, tras una gira por toda España, se celebró en Zaragoza el programa número 10 000 que tuvo una duración de 8 horas y por el que pasaron personalidades relevantes de la sociedad española y de la historia de Protagonistas.
Desde el 1 de septiembre de 2012, el formato se reduce a media hora de entrevistas emitidas en directo los viernes en ABC Punto Radio de 12:00 a 12:30, en formato de entrevista personal con un destacado protagonista de la actualidad. Por sus micrófonos pasaron Mariano Rajoy, Alfredo Pérez Rubalcaba, Juan Rosell, Artur Mas, Josep Antoni Duran i Lleida, Xavier Trias o Sandro Rosell. Tras varias temporadas, en las que la red de emisoras no consigue despuntar en audiencia ni en ingresos económicos, Vocento alcanza un acuerdo con COPE para el alquiler de sus frecuencias, lo que supuso la desaparición de ABC Punto Radio. 
En su última etapa Del Olmo decide volver a Radio Nacional de España. El último formato de Protagonistas constaba de una entrevista en profundidad que se emitía los viernes de 12 a 12:30h. El 24 de mayo de 2013 se emitió la primera entrevista siendo el invitado José Luis Rodríguez Zapatero. El 13 de diciembre de 2013, tras una entrevista a Vicente del Bosque, Luis del Olmo dijo adiós a los micrófonos tras 44 años de historia.

## Cronología deProtagonistas
| Período                | Emisora         | Horario     | Días |
| ---------------------- | --------------- | ----------- | ---- |
| 1973–1983              | RNE             | 9:00-12:00  | L-V  |
| 1983–1991              | COPE            | 9:00-12:00  | L-V  |
| 1991–2004              | Onda Cero       | 6:00-12:00  | L-V  |
| 2004–2008              | Punto Radio     | 6:00-12:00  | L-V  |
| 2008–2009              | Punto Radio     | 8:00-12:00  | L-V  |
| 2009–2011              | Punto Radio     | 10:00-12:00 | L-V  |
| 2011–2012              | ABC Punto Radio | 10:30-12:30 | L-V  |
| 2012–2013              | ABC Punto Radio | 12:00-12:30 | V    |
| Mayo-diciembre de 2013 | RNE             | 11:30-12:00 | V    |